# Холидеј Хајтс (Њу Џерзи)
Холидеј Хајтс (енгл. Holiday Heights) насељено је место без административног статуса у америчкој савезној држави Њу Џерзи.

## Демографија
По попису из 2010. године број становника је 2.099, што је 290 (-12,1%) становника мање него 2000. године.
| Група             | 2000.         | 2010.         |
| Белци             | 2.338 (97,9%) | 2.028 (96,6%) |
| Афроамериканци    | 11 (0,5%)     | 17 (0,8%)     |
| Азијати           | 6 (0,3%)      | 12 (0,6%)     |
| Хиспаноамериканци | 31 (1,3%)     | 39 (1,9%)     |
| Укупно            | 2.389         | 2.099         |